# 翼システム
翼システム株式会社（つばさシステム）はかつて存在した自動車業界向けのパッケージソフト販売を中心とした企業。末期の主力事業は「ECショップ向けシステム開発・販売事業」となっていた。

## 概要
自動車部品商向け自動車部品販売管理システム「パーツマン」をリリースし自動車業界向けのパッケージシステムの開発･販売に参入。その後発売した自動車修理工場向け自動車修理見積発行システム「スーパーフロントマン」が爆発的に売れ、当時自動車業界向けのパッケージシステムでは業界トップシェアを誇った。
そのノウハウを生かし以下事業により会社規模を次々と拡張し従業員は当時2,000名を超えていた。
- 鈑金サービス事業の「カーコンビニ倶楽部」
- 短時間車検システムの「ヤマト車検」
- 中古車再商品システムの「リニューカー」
- 中古車雑誌の「カッチャオ首都圏版」

1996年（平成8年）にシステムジャパンを相手に自社の自動車整備業用システムのデータベースを複製しており著作権侵害または不法行為であると主張、損害賠償を求めた。2001年（平成13年）に東京地方裁判所の中間判決で著作権侵害には当たらないと判断されたものの不法行為を構成するものと認められた。
1999年（平成11年）1月26日、1995年（平成7年）4月から1997年（平成9年）3月までの2年間に38億6000万円の所得隠しを行い15億6000万円を脱税した容疑で当時の社長ら取締役3人が逮捕。その後2001年（平成13年）3月に当時の社長に対して懲役2年の実刑判決が科され、同社に罰金2億円の判決が言い渡された、これを機に信用が失墜。
2013年（平成25年）末には事業を停止。
2017年（平成29年）10月25日に債権者から東京地裁に破産を申し立てられ、翌2018年（平成30年）2月6日付で破産開始決定を受けた。同年6月19日に法人格が消滅した。

## 事業継承先
- ブロードリーフ - 「パーツマン／スーパーフロントマン／機工メイト」など自動車パッケージソフト部門の売却先。
- クインランド - 「カッチャオ関東版」の発行元
- プラエセンス - デスクトップアクセサリ「ペルソナウェア」を開発・販売している社内ベンチャー
- パルライフ - プロミスグループで「カーコンビニ倶楽部」部門の売却先。現在は同グループより離脱。
- ウイングアーク1st - 帳票ソリューション事業の売却先。